# Andreu Bosch Girona
Andreu Bosch Girona fue un futbolista español. Centrocampista, jugó con el Barça de 1922 a 1929, aunque sus actuaciones se limitaron en muchas ocasiones a partidos amistosos. Jugó pocos partidos en las competiciones oficiales de entonces, el Campeonato de España y el Campeonato de Cataluña.
Jugó únicamente tres partidos completos de la primera Liga española, siendo su primer partido de liga el 3 de marzo de 1929 contra el Arenas de Guecho empatando a dos tantos, y tras ganar el título dejó el club. Posteriormente volvió a su equipo de inicio, el Club Esportiu Júpiter.
Su hijo Andreu Bosch Pujol también jugó en el club azulgrana, siendo uno de los pilares del Barça de las Cinco Copas a principios de los años 50.

## Palmarés
| Título       | Club                  | Año  |
| ------------ | --------------------- | ---- |
| Copa del Rey | Fútbol Club Barcelona | 1925 |
| Copa del Rey | Fútbol Club Barcelona | 1926 |
| Copa del Rey | Fútbol Club Barcelona | 1928 |
| Liga         | Fútbol Club Barcelona | 1929 |

## Otros títulos y distinciones
- Trofeo Lluís Companys en 1923.
- Copa Palau de la Moda en 1924.
- Copa Mas Navas en 1925.
- Dos copas Comte de Lavern en 1925 y 1926.
- Campeonato Superregional Aragón-Cataluña-Valencia en 1926.
- Campeonato Superregional Cataluña-Murcia-Valencia en 1927.
- Copa Corralè en 1927.
- Copa de Campeones de Copa en 1927.
- Campeonato Superregional Aragón-Cataluña-País Vasco en 1928.
- Cinco Campeonatos de Cataluña (1924, 1925, 1926, 1927 y 1928).